# Хомрач, Владимир Гаврилович
Владимир Гаврилович Хомрач (13.04.1920 — 07.10.1994) — гвардии старший сержант, командир миномётного расчёта 239-го гвардейского стрелкового полка 76-й гвардейской стрелковой дивизии, гвардии старший сержант. Герой Советского Союза.

## Биография
Родился 13 апреля 1920 года в семье учителя в г. Никольск-Уссурийский, ныне г. Уссурийск Приморского края.
В 1935 г., сразу после 7-летки, начал свою школу жизни учеником продавца.
В мае 1941-го, когда его призвали на срочную службу, 21-летний Владимир уже занимал должность заместителя заведующего «Ворошилторга», имел жену и дочь, которой не было и года.
До января 1943-го служил в 557-м отдельном стрелковом батальоне военно-строительного управления г. Хабаровска, ещё три месяца — рядовым 154-го запасного строительного полка 5-го запасного армейского корпуса в г. Спасске-Дальнем.
С марта по июль 1943 года — курсант 78-го учебного миномётного полка 10-й учебной Ивановской бригады Московского Военного округа.
На фронтах Великой Отечественной войны с июля 1943 года.
Гвардии старший сержант Xомрач в бою около деревни Кувечти Репкинского района Черниговской области увлёк бойцов в штыковую атаку, нанеся противнику большой урон в живой силе.
В ночь на 28 сентября 1943 года в районе села Мысы того же района одним из первых переправился через Днепр и ворвался в траншеи противника. Был ранен, но продолжал вести бой.
С октября 1943 года по май 1944 года находится на излечении в эвакогоспитале № 1740 города Уфы.
Указом Президиума Верховного Совета СССР «О присвоении звания Героя Советского Союза генералам, офицерскому, сержантскому и рядовому составу Красной Армии» от 15 января 1944 года за «образцовое выполнение боевых заданий командования по форсированию реки Днепр и проявленные при этом мужество и героизм» гвардии старшему сержанту Хомрачу Владимиру Гавриловичу присвоено звание Героя Советского Союза с вручением Ордена Ленина № 18 233, медали «Золотая Звезда» № 3532 и Грамоты Президиума Верховного Совета СССР (№ 4272).
После излечения Владимира Гавриловича оставили в Москве учиться сначала в стрелково-миномётном училище, а с мая, 1945 г. по август 1946-го — по одним данным, в тыловом пехотном училище г. Скопина Московской области. По другим данным, — в Телавском пехотном училище.
Был переведен на службу в пограничные войска.
Первое назначение получил на должность заместителя начальника легендарной погранзаставы в городе-крепости Бресте, а затем стал и командиром её героического личного состава. Вскоре он стал оперуполномоченным, старшим офицером 86-го погранотряда войск МВД г. Бреста. Далее прошёл обучение в военном институте КГБ, а в середине 60-х — в Высшей школе КГБ при Совете Министров СССР.
С августа 1961 г и последующие шесть лет В. Г. Хомрач служил начальником штаба 31-го погранотряда (г. Черновцы),
С ноября 1967 года — Начальник штаба Западного пограничного округа.
8 мая 1970 года Герой Советского Союза В. Г. Хомрач получил звание полковника, а 7 января 1973-го был уволен в запас с правом ношения военной формы одежды.
С декабря 1973 по декабрь 1984 года работал старшим инженером производственно-технического отдела «Укрглавкондитера» Минпищепрома УССР.
С декабря 1984 года — пенсионер, с октября 1986 года — персональный пенсионер союзного значения.
Скончался 7 октября 1994 года. Похоронен в Киеве на Байковом кладбище.

## Память
В феврале 2021 года, в г. Уссурийске, на здании уссурийской школы № 133 была установлена мемориальная доска в честь Героя Советского Союза Владимира Гавриловича Хомрача

## Награды
- Звание Герой Советского Союза.

Награждён:
- Грамота Президиума Верховного Совета СССР (№ 4272).
- Медаль «Золотая звезда» № 3532
- орденом Ленина; № 18 233
- орденом Отечественной войны 1-й степени;
- орденом Красной Звезды;
- медалями.